# Un nuovo inizio

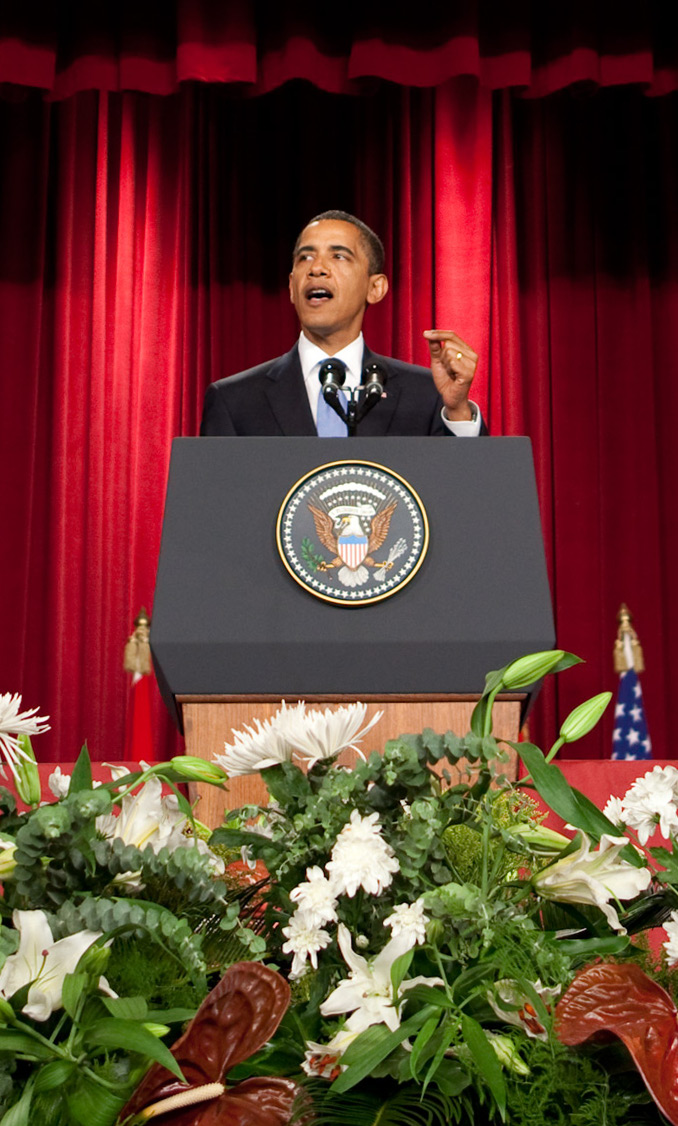
Barack Obama pronuncia il suo discorso all’Università del Cairo, 4 giugno 2009

"Un nuovo inizio" (A New Beginning) è il nome del discorso pronunciato dal presidente degli Stati Uniti Barack Obama il 4 giugno 2009, all'Università del Cairo in Egitto, rivolto ai musulmani.

## Presupposti
Fin dalla campagna elettorale per le elezioni presidenziali del 2008 Obama criticò fortemente la conduzione della guerra in Iraq tanto che durante la sua presidenza deciderà di ritirate la stragrande maggioranza delle truppe statunitensi ivi insediatesi al termine del 2011.
Al momento del suo insediamento il neopresidente diede l'annuncio che le forze impegnate in combattimento avrebbero lasciato il paese entro l'agosto del 2010, con un numero oscillante tra i 35 e i 50.000 militari rimanenti per proseguire l'operazione come consulenti e addestratori; in netto calo pertanto rispetto ai 150.000 presenti all'inizio del 2009.
Obama volle poi onorare la promessa fatta durante la campagna presidenziale del 2008 di tenere un discorso importante in una capitale musulmana durante i suoi primi mesi da presidente. Il suo scopo era quello di cercare il dialogo con i moderati per indebolire l'islamismo radicale. Riteneva che un Occidente visto positivamente dal mondo musulmano sarebbe stato un freno allo sviluppo antioccidentale dei radicali.

## Contenuti e passi principali del discorso
Il discorso di Obama è composto di sette parti: estremismo violento, disputa israelo-palestinese, armi nucleari (con riferimento all'Iran), democrazia, libertà religiosa, diritti delle donne e sviluppo economico.
In apertura, Obama cita il Corano per trovare un terreno comune tra musulmani e Stati Uniti. 
Descrive i contributi musulmani alla civiltà occidentale, citando la fondazione dell'algebra, lo sviluppo degli strumenti di navigazione, l'invenzione della penna stilografica e la influenza dell'architettura islamica. Cita le sue esperienze personali con l'Islam, compreso avere membri della famiglia musulmani, esser cresciuto in Indonesia, un paese a maggioranza musulmana e ascoltato "la chiamata dell'azaan", e infine aver lavorato:
Dopo di ciò propone una comprensione reciproca e migliori relazioni tra il mondo islamico e l'Occidente, affermando che entrambi dovrebbero fare di più per combattere l'estremismo violento.
Fa quindi appello alla pace tra israeliani e palestinesi sulla base di un più alto profilo. Riafferma l'alleanza degli Stati Uniti con Israele, definendo il loro legame reciprocoː «indissolubile». Descrive tuttavia l'apolidia palestinese come "intollerabile", riconoscendo come legittime le aspirazioni palestinesi allo Stato e alla dignità, altrettanto quanto il desiderio di Israele di una patria ebraica.
Obama rappresenta poi il suo desiderio di vedere il Medio Oriente senza l'energia nucleare militare e di discutere con l'Iran del suo programma nucleare e militare. Durante la parte del discorso sulle armi nucleari, dichiara:
Si tratta del primo riconoscimento da parte di un presidente degli Stati Uniti del coinvolgimento del governo statunitense nel colpo di Stato iraniano del 1953; sebbene anche l'allora Segretario di Stato Madeleine Albright lo avesse riconosciuto in un discorso nel 2000.
A proposito della guerra in Iraq, Obama dichiara: 
Promette quindi di:
A proposito della democrazia, Obama afferma che, sebbene:
Per quanto riguarda la libertà religiosa e i diritti delle donne, chiama tali libertà «diritti umani».
Sullo sviluppo economico, Obama cita diversi nuovi fondi, programmi di borse di studio e partenariati per sostenere l'istruzione, lo sviluppo tecnologico e una migliore assistenza sanitaria nei paesi a maggioranza musulmana.

## Reazioni
Il segretario dell’Ufficio stampa della Casa Bianca, Robert Gibbs, ha comunicato che l'Egitto è stato scelto perchéː «è un paese che per molti versi rappresenta il cuore del mondo arabo». L'Egitto è considerato un attore chiave nel processo di pace in Medio Oriente, nonché un importante destinatario di aiuti militari ed economici americani. Il giornalista dell'agenzia Reuters Ross Colvin ha poi riferito che il discorso abbia tentato di ricucire le relazioni degli Stati Uniti con il mondo musulmano, che secondo lui erano state gravemente danneggiate durante la presidenza di George W. Bush.
Gilles Kepel ha osservato che il discorso di Obama mira a segnare una rottura con l'era Bush nei rapporti tra gli Stati Uniti e il mondo musulmano. Le sue critiche a Israele (nel contesto della questione palestinese) esercitano «una notevole pressione sul governo Netanyahu». A livello nazionale il discorso, in cui Obama ha citato più volte il Corano, avrebbe legittimato i riferimenti alla religione musulmana nel discorso politico americano.
In Francia, il movimento femminista "Ni putes ni soumises" ha condannato le dichiarazioni del presidente americano a favore del velo. L'associazione presieduta da Sihem Habchi ha in particolare dichiarato in un comunicato stampa cheː «difendendo il velo, Obama sta facendo una crociata contro le donne».

## Conseguenze
Una volta eletto alla presidenza degli Stati Uniti, il "nuovo inizio" dei rapporti tra Stati Uniti e mondo islamico si tradusse sostanzialmente in un appoggio di Barack Obama ai movimenti della cosiddetta primavera araba nella cui gestione la sua politica estera ebbe un ruolo fondamentale. Dopo una tanto improvvisa quanto inaspettata crisi rivoluzionaria in Tunisia (la cosiddetta Rivoluzione dei Gelsomini) all'inizio del 2011 proteste del tutto simili si svilupparono a macchia d'olio praticamente in tutto il mondo arabo.
La Libia rimase fortemente influenzata dall'esplosione della primavera araba. Le proteste antigovernative iniziarono a scoppiare a Bengasi nel febbraio del 2011 e il regime di Muʿammar Gheddafi prese subito a rispondere inviandovi l'esercito libico. La presidenza in principio resistette alle richieste giunte da più parti d'intraprendere un'azione di forza; ma dovette cedere dopo che la Lega araba nel suo complesso reclamò espressamente l'intervento occidentale.
La Siria fu uno degli Stati mediorientali più pesantemente colpiti dalla primavera araba e, entro la seconda metà di marzo del 2011, presero il via importanti proteste antigovernative le quali si svolsero in tutte le principali città del paese. Sebbene si fosse rivelato a lungo un avversario degli Stati Uniti il presidente sostenne fin da principio che un'azione militare unilaterale per rovesciare il regime di Bashar al-Assad sarebbe stato un gravissimo errore. Con il protrarsi delle manifestazioni di protesta il paese entrò nella spirale di una lunga e sanguinosa guerra civile e l'Amministrazione Obama supportò attivamente l'opposizione siriana contro la dittatura.
Nel 2013, a seguito di tre settimane ininterrotte di disordini il presidente dell'Egitto Hosni Mubarak venne costretto a dimettersi, su precisa sollecitazione dello stesso Obama.
A fine ottobre 2013, Susan Rice, Consigliere per la Sicurezza Nazionale di Barack Obama, presentò alla stampa una nuova dottrina americana riguardo al Medio Oriente. Gli Stati Uniti dichiaravano di non interferire più nel futuro degli affari della regione, se non sui temi della lotta al terrorismo, della proliferazione nucleare e delle minacce che gravano sui suoi alleati. Questo disimpegno fu analizzato dalla stampa come la fine del "nuovo inizio" promesso da Obama con il discorso del Cairo.
In realtà proprio sul tema della limitazione del nucleare, contenuto nel discorso del 4 giugno 2009, si ebbero allora i maggiori successi della nuova politica statunitense. A novembre 2013 Iran, Stati Uniti e le altre potenze del P5+1 annunciarono congiuntamente l'avvenuta stipulazione di una prima bozza di accordo provvisorio e nell'aprile del 2015 i negoziatori dichiareranno che era oramai in corso di definizione un "accordo quadro".
In base ad esso l'Iran promise di limitare il proprio programma nucleare e di fornire sempre l'accesso agli ispettori inviati dall'Agenzia internazionale per l'energia atomica; mentre gli Stati Uniti e gli altri paesi concordarono di ridurre le sanzioni vigenti contro il paese mediorientale.